# Michaela Bercu
Michaela Bercu (hébreu : מיכאלה ברקו), née le 31 mars 1967 à Tel Aviv, est une top model israélienne, ayant aussi la nationalité roumaine.
Elle a grandi en Israël, comme l'unique fille des parents juifs originaires de Bucarest et de Timişoara. Sa carrière de model commença quand sa mère la ramena à 13 ans et demi chez le photographe Menakhem Oz. Elle fut engagée pour des publicités à l'âge de seize ans, ce qui lui ouvrit une carrière de mannequin et atteint une grande célébrité. Elle fit à plusieurs reprises les couvertures de magazines tels que Vogue ou Elle. En 1992, elle fut l'une des trois "fiancées de Dracula" dans le film de Francis Ford Coppola. Cependant, sa carrière ralentit fortement à partir de 1993, avec l'entrée du mannequinat dans une nouvelle ère. Elle a vecu un temps à Paris avec son mari, l'homme d'affaires Ron Zuckerman et ses cinq enfants. Maintenant ils habitent Tel Aviv. 
Bercu connaît six langues, parmi lesquelles le hongrois et le roumain.